# Movimento Nazionalista Arabo
Il Movimento Nazionalista Arabo (in arabo حركة القوميين العرب‎?, Harakat al-Qawmiyyin al-‘Arab), altrimenti noto come Movimento dei Nazionalisti Arabi, o Harakiyyin è stato un partito politico panarabo nazionalista particolarmente influente nel mondo arabo, in particolare all'interno del nazionalismo palestinese. Venne fondato nel 1951 da George Habash, e visse un momento di declino dopo la metà degli anni sessanta che accelerò in seguito alla sconfitta dell'Egitto nella Guerra dei sei giorni del 1967.

## Origine e ideologia del movimento
Il Movimento Nazionalista Arabo (MNA) deve le sue origini a un gruppo di studenti guidati da George Habash dell'Università americana di Beirut, che acquisirono rilevanza nel corso degli anni '50.
Habash riteneva che la riconquista della Palestina dovesse essere una lotta di tutta la comunità araba, e per questo riteneva necessaria la diffusione dell'idea di una identità araba unita che spingesse all'azione collettiva in seguito alla fondazione del nuovo stato di Israele nel 1948. Nel medesimo anno, infatti, Habash assieme ad altri studenti universitari, tra cui Hani al-Hindi, Wadie Haddad, Ahmad al-Khatib, Saleh Shibel, Hamed al-Juburi, uniti da una condivisione di ideali, prese parte a un movimento politico che successivamente si espanse e fu noto col nome di Al-Kata'ib al-fida' al-'Arabi nel 1949.
Il principale interesse del gruppo guidato da Habash fu la creazione e consolidamento di una unità araba, il vendicare la perdita della Palestina e la lotta anticoloniale nei confronti del Regno Unito. Tuttavia, in breve tempo si resero conto che queste battaglie non sembravano andare nel verso desiderato, perciò nel 1951 decisero di creare un vero e proprio movimento politico, che si evolse appunto nel Movimento nazionalista arabo (MNA). Il Movimento fu fortemente influenzato dagli eventi nel teatro mediorientale, quali la scissione della Repubblica Araba Unita guidata da Gamal Abd el-Nasser nel 1961, la Guerra dei sei giorni del 1967 e la Guerra del Kippur del 1973.
Nei primi anni '50, il gruppo di Habash entrò in contatto con un altro gruppo di studenti, guidato da un altro nazionalista arabo, Constantin Zureyq. Il gruppo fu quindi fortemente influenzato dalle idee di Zureyq, noto come il padre del nazionalismo arabo e forte sostenitore del secolarismo. Tale ideologia poneva l'accento sulla formazione di una élite intellettuale nazionalista che giocasse il ruolo di avanguardia all'interno di una più ampia rivoluzione araba, che conducesse a un ideale di unità panaraba e progresso sociale. Questo approccio del nazionalismo arabo implicava necessariamente l'adozione di una posizione ostile nei confronti dell'imperialismo occidentale in generale, e in particolare nei confronti di Israele, portando il movimento ad adottare un ruolo determinante nella formazione della dottrina anti-sionista. Da un punto di vista ideologico, il Movimento nazionalista arabo fu sostanzialmente un movimento aderente al socialismo e al secolarismo, che successivamente si tradusse in una ideologia marxista. Tuttavia, l'ideologia socialista abbracciata dal Movimento era tendenzialmente progressista. Lo stesso Gamal Abd el-Nasser fu uno dei principali fautori della scelta del socialismo di stampo progressista all'interno del Movimento, in cui peraltro introdusse e diffuse il concetto della riconquista della Palestina.
L'ideologia marxista prese piede successivamente, in particolare da quella che fu una visione negativa e critica di tale ideologia dovuta alla decisione dell'Unione Sovietica di sostenere il Piano di partizione della Palestina del 1947. Fu solamente dal 1951 che l'ideologia marxista si diffuse e venne implementata nel Movimento nazionale arabo.
Il movimento creò diverse filiali in vari Stati arabi, e prese ufficialmente il nome di Movimento nazionalista arabo solamente nel 1958. Sorsero alcune divergenze politico-ideologiche all'interno del movimento. In molti, in particolari in Siria e Iraq, si avvicinarono ai movimenti nasseristi locali, diventando sostanzialmente uno dei principali pilastri del Nasserismo nel Levante. Tuttavia, un'altra costola del Movimento si spostò verso il Marxismo, tra cui lo stesso Habash e Nayef Hawatmeh.
I nazionalisti arabi prenderanno piede in diversi Paesi arabi e adotteranno il nome di Movimento Nazionalista Arabo nel 1952. Una certa divergenza politica si manifesterà quando la Siria e l'Iraq vieteranno la costituzione e l'attività dei partiti politici d'impronta nasseriana, e quando una parte del movimento diretto da Habash e Nayef Hawatmeh si accosterà al marxismo e all'URSS.

## Declino e fine del movimento
Tali tensioni causeranno il declino del Movimento negli anni sessanta, ed esso cesserà la propria esistenza come forza politica regionale negli anni settanta. Il Movimento ritroverà un'effimera rinascita allorché l'Egitto perderà la Guerra dei sei giorni, nel 1967, che aveva provocato il discredito del movimento nasseriano del Presidente Gamāl ‘Abd al-Nāsir.
Il partito non riuscirà più a impedire il lento disgregamento della sua branca marxista in Palestina.
Attualmente, numerosi partiti politici arabi di sinistra trovano la propria origine nel MNA, in Siria, in Palestina e in Iraq. Questi partiti occuperanno un posto importante sulla scena politica dei loro rispettivi Paesi.

## Siria
Nel 1962, dopo il fallimento della Repubblica Araba Unita, un gruppo d'intellettuali darà vita a un partito che chiedeva la riunificazione immediata della Siria con l'Egitto. Le adesioni al partito aumenteranno sensibilmente ed esso finirà col partecipare al governo del Ba'th sorto dopo il colpo di Stato dell'8 marzo del 1963.

## Iraq
Il MNA ha svolto un ruolo importante sulla scena politica irachena. I suoi membri erano assieme ai nasseriani nel governo di ʿĀref. I nasseriani persero progressivamente la loro influenza e finirono col ritirarsi dal governo nel luglio del 1964. Il MNA continuerà nondimeno a collaborare con essi.
Nel 1964, il MNA si è fuso con la branca irachena dell'Unione Socialista Araba.

## Egitto
In Egitto il MNA si fuse con la branca egiziana dell'Unione Socialista Araba.

## Palestina

### Fronte Popolare di Liberazione della Palestina
Gli elementi marxisti del movimento ricostituirono una branca palestinese negli anni sessanta e crearono il Fronte Nazionale per la Liberazione della Palestina (FNLP). Nel dicembre del 1967, il FNLP formò un gruppo indipendente con le altre due organizzazioni palestinesi, gli Eroi del Ritorno (abtāl al-ʿawda) e il Fronte per la Liberazione della Palestina (FLP) di Ahmed Jibril. Insieme dettero vita al Fronte Popolare di Liberazione della Palestina (FPLP) diretto da Georges Habash.

### Fronte Democratico di Liberazione della Palestina
Nel 1968 Nayef Hawatmeh, che si diceva fosse maoista, s'allontanò dal FPLP per creare un suo proprio partito, il Fronte Democratico di Liberazione della Palestina (FDLP).

## Oman
Dal 1964, la branca omanita del MNA partecipò alla formazione del Fronte di Liberazione del Dhofar (FLD). Questo partito di sinistra, sostenuto dall'Unione Sovietica e dalla Repubblica Popolare di Cina, decise di ampliare le proprie ambizioni. Sarà dunque rinominato Fronte Popolare di Liberazione del Golfo Arabo Occupato (FPLGAO), poi nel 1972 il partito cambierà ancora nome a favore del Fronte di Liberazione dell'Oman e del Golfo Arabo (FLOGA) per assumere un terzo nome nel 1974, diventando il Fronte Popolare di Liberazione dell'Oman (FPLO).
Il fine di tale movimento era di rovesciare il Sultano Sa'id ibn Taymur, giudicato un tiranno, conservatore e reazionario dai componenti del movimento ribelle.
Il Regno Unito incoraggiò il figlio del Sultano, Qabus ibn Sa'id, ad assumere il potere: cosa che questi fece. Egli promise al movimento ribelle di applicare una politica moderna in Oman, e chiese ai combattenti di deporre le armi e unirsi al suo esercito regolare.
La maggior parte dei combattenti depose le armi, ma una piccola parte continuò la lotta armata. I britannici aiutarono il Sultano ad avere la meglio sulla ribellione, i dirigenti del Fronte cercheranno asilo in Libia e Siria. Il FPLO avrà da quel momento un'influenza assai marginale sugli affari del Paese.

## Yemen
Nello Yemen del Sud la branca locale del MNA formò il Fronte di Liberazione Nazionale (FLN) che diventerà più tardi il Partito Socialista Yemenita (PSY).

Questo partito aveva come fine quello di proclamare l'indipendenza dello Yemen del Sud.

Quando lo Yemen del Sud ottenne la propria indipendenza nel 1967, il partito governò col generoso sostegno finanziario dell'URSS, e mise in piedi un regime marxista.
Dopo la riunificazione dei due Yemen nel 1990, il PSY è diventato il principale partito d'opposizione in Yemen.

## Kuwait
In Kuwait, la branca locale del MNA formerà il partito del Raggruppamento Democratico Kuwaitiano. Esso rappresenta in qualche misura l'ala moderata del MNA, cosa che gli varrà il rimprovero degli omaniti del FPLO. È un partito d'opposizione molto critico nei confronti del governo kuwaitiano, denunciandone in particolare la politica petrolifera, i problemi della società kuwaitiana e battendosi in difesa della democrazia nel Paese.

## Arabia Saudita
La branca saudita è stata formata all'inizio degli anni cinquanta. Inizialmente nasseriana, essa mutò prospettiva ideologica accostandosi al marxismo-leninismo. Formerà il Partito Comunista Saudita e il Partito Socialista Arabo d'Azione.

## Personalità che hanno militato nel MNA
- Georges Habash: Uno dei fondatori del MNA, poi del FPLP
- Constantin Zureyq: Professore di storia presso l'Università Americana di Beirut. Mentore e ispiratore del MNA
- Wadie Haddad: Un membro particolarmente influente del FPLP
- Rafiq Hariri: Uomo politico libanese
- Nayef Hawatmeh: Fondatore del FDLP
- Abu Ali Mustafa: Un antico dirigente del FPLP
- Leila Khaled: Militante palestinese
- Nabih Berri: Dirigente del partito libanese Amal e Presidente del Parlamento libanese
- Ghassan Kanafani: Scrittore e militante palestinese
- Abdul Fattah Ismail: Statista yemenita
- Naji al-Ali: Caricaturista palestinese
- Yasser Abd Rabbo: Politico palestinese